# Cnemophilidae
Los cnemofílidos (Cnemophilidae) son una familia de aves paseriformes que consiste de tres especies que se encuentran en los bosques montañosos de la isla Nueva Guinea. Se pensaba originalmente que pertenecían a la familia Paradisaeidae de las aves del paraíso, hasta que la investigación genética indicó que estas aves no tienen relación cercana a las aves del paraíso verdaderas sino que estarían más cercanas a Melanocharitidae.

## Descripción
En las tres especies de esta familia, el macho es de colores más brillantes que la hembra, que es tonos opacos y poco llamativos. Tienen pies débiles y no prensiles, abertura bucal amplia, así como una región nasal no osificada. Todas las especies construyen nidos en forma de bóveda, a diferencia de otras aves del paraíso. Las hembras ponen un único huevo cuida de él sin ninguna asistencia del macho. Los cnemofílidos se alimentan exclusivamente de frutas, incluso en edades juveniles.

## Especies
- Género Cnemophilus: 
  - Cnemophilus loriae - ave del paraíso de Loria;
  - Cnemophilus macgregorii - ave del paraíso crestada;
- Género Loboparadisea: 
  - Loboparadisea sericea  - ave del paraíso sedosa.